# 2024年BWFワールドツアー
2024年BWFワールドツアー（英語: 2024 BWF World Tour）は、BWFが主催する、BWFワールドツアーファイナルズまでの全31大会の2024年シーズン。
31大会の内訳は、レベル1（BWFワールドツアーファイナルズ）、レベル2（スーパー1000）が4大会、レベル3（スーパー750）が6大会、レベル4（スーパー500）が9大会、レベル5（スーパー300）が11大会で構成されている。
大会のもう1つのグレードとして、レベル6（スーパー100）があり、2024年は9大会が開催される。

## 優勝選手
| 大会                                     | 詳細         | 男子シングルス                   | 女子シングルス               | 男子ダブルス                                                        | 女子ダブルス                                                      | 混合ダブルス                                                  |
| ファイナルズ                             | ファイナルズ | ファイナルズ                     | ファイナルズ                 | ファイナルズ                                                        | ファイナルズ                                                      | ファイナルズ                                                  |
| ---------------------------------------- | ------------ | -------------------------------- | ---------------------------- | ------------------------------------------------------------------- | ----------------------------------------------------------------- | ------------------------------------------------------------- |
| BWFワールドツアーファイナルズ            | 詳細         | 石宇奇                           | 王祉怡                       | キム・アストルプ アンダース・スカールプ・ラスムセン                 | 白荷娜 李昭希                                                     | 鄭思維 黄雅瓊                                                 |
| スーパー1000                             |              |                                  |                              |                                                                     |                                                                   |                                                               |
| マレーシア・オープン                     | 詳細         | アンダース・アントンセン         | 安洗塋                       | 梁偉鏗 王昶                                                         | 劉聖書 譚寧                                                       | 渡辺勇大 東野有紗                                             |
| 全英オープン                             | 詳細         | ジョナタン・クリスティー         | カロリーナ・マリン           | ファジャル・アルフィアン ムハマド・リアン・アルディアント           | 白荷娜 李昭希                                                     | 鄭思維 黄雅瓊                                                 |
| インドネシア・オープン                   | 詳細         | 石宇奇                           | 陳雨菲                       | 梁偉鏗 王昶                                                         | 白荷娜 李昭希                                                     | 蒋振邦 魏雅欣                                                 |
| 中国オープン                             | 詳細         | 翁泓陽                           | 王祉怡                       | ゴー・ジーフェイ ヌル・イズディン                                   | 李怡婧 羅徐敏                                                     | 馮彥哲 黄東萍                                                 |
| スーパー750                              |              |                                  |                              |                                                                     |                                                                   |                                                               |
| インド・オープン                         | 詳細         | 石宇奇                           | 戴資穎                       | 姜敏赫 徐承宰                                                       | 松本麻佑 永原和可那                                               | デチャポル・プアヴァラヌクロー サプシリー・タエラッタナチャイ |
| フランス・オープン                       | 詳細         | 石宇奇                           | 安洗塋                       | サトウィクサイラジ・ランキレッディ チラグ・シェッティ               | 陳清晨 賈一凡                                                     | 馮彥哲 黄東萍                                                 |
| シンガポール・オープン                   | 詳細         | 石宇奇                           | 安洗塋                       | 何濟霆 任翔宇                                                       | 陳清晨 賈一凡                                                     | 鄭思維 黄雅瓊                                                 |
| ジャパン・オープン                       | 詳細         | アレックス・ラニアー             | 山口茜                       | ゴー・ジーフェイ ヌル・イズディン                                   | 劉聖書 譚寧                                                       | 蒋振邦 魏雅欣                                                 |
| デンマーク・オープン                     | 詳細         | アンダース・アントンセン         | 王祉怡                       | 梁偉鏗 王昶                                                         | 岩永鈴 中西貴映                                                   | 馮彥哲 黄東萍                                                 |
| 中国マスターズ                           | 詳細         | アンダース・アントンセン         | 安洗塋                       | 真龍 徐承宰                                                         | 劉聖書 譚寧                                                       | 馮彥哲 黄東萍                                                 |
| スーパー500                              |              |                                  |                              |                                                                     |                                                                   |                                                               |
| インドネシア・マスターズ                 | 詳細         | アンダース・アントンセン         | 王祉怡                       | レオ・ローリー・カルナンド ダニエル・マーティン                     | 劉聖書 譚寧                                                       | 鄭思維 黄雅瓊                                                 |
| タイ・オープン                           | 詳細         | リー・ジージャ                   | スパニダ・カテトン           | サトウィクサイラジ・ランキレッディ チラグ・シェッティ               | ジョンコルファン・キティタラクル ラウィンダ・プラジョンジャイ     | 郭新娃 陳芳卉                                                 |
| マレーシア・マスターズ                   | 詳細         | ビクター・アクセルセン           | 王祉怡                       | キム・アストルプ アンダース・スカールプ・ラスムセン                 | 岩永鈴 中西貴映                                                   | ゴー・スンファント ライ・シェボンジェミー                     |
| オーストラリア・オープン                 | 詳細         | リー・ジージャ                   | 大堀彩                       | 何濟霆 任翔宇                                                       | フェブリアナ・ドゥウィプジ・クスマ アマリア・カハヤ・プラティウィ | 蒋振邦 魏雅欣                                                 |
| カナダ・オープン                         | 詳細         | 渡邉航貴                         | ブサナン・オンバムルングパン | キム・アストルプ アンダース・スカールプ・ラスムセン                 | 岩永鈴 中西貴映                                                   | イェスパー・トフト アマリー・マゲルンド                       |
| 韓国オープン                             | 詳細         | 陸光祖                           | 金佳恩                       | レオ・ローリー・カルナンド バガス・マウラナ                         | 鄭娜銀 金慧貞                                                     | チェン・タンジー トー・イーウェイ                             |
| 香港オープン                             | 詳細         | ビクター・アクセルセン           | 韓悦                         | 姜敏赫 徐承宰                                                       | タン・パーリー ティナア・ムラリタラン                             | 蒋振邦 魏雅欣                                                 |
| 北極オープン                             | 詳細         | 周天成                           | 韓悦                         | ゴー・ジーフェイ ヌル・イズディン                                   | 劉聖書 譚寧                                                       | 馮彥哲 黄東萍                                                 |
| ジャパン・マスターズ                     | 詳細         | 李詩灃                           | 山口茜                       | ファジャル・アルフィアン ムハマド・リアン・アルディアント           | 劉聖書 譚寧                                                       | デチャポル・プアヴァラヌクロー スピサラ・ピュオサンプラン     |
| スーパー300                              |              |                                  |                              |                                                                     |                                                                   |                                                               |
| タイ・マスターズ                         | 詳細         | 周天成                           | 大堀彩                       | 何濟霆 任翔宇                                                       | ベンヤパ・エイムサード ヌンタカーン・エイムサード                 | デチャポル・プアヴァラヌクロー サプシリー・タエラッタナチャイ |
| ドイツ・オープン                         | 詳細         | クリスト・ポポフ                 | ミア・ブリクフェルト         | 李哲輝 楊博軒                                                       | 李怡婧 羅徐敏                                                     | 鄧俊文 謝影雪                                                 |
| オルレアン・マスターズ                   | 詳細         | 田中湧士                         | 宮崎友花                     | チュン・ホンジャン ムハマド・ハイカル                               | Meilysa Trias Puspita Sari Rachel Allessya Rose                   | 程星 張馳                                                     |
| スイス・オープン                         | 詳細         | 林俊易                           | カロリーナ・マリン           | ベン・レーン ショーン・ベンディ                                     | ラニー・トリア・マヤサリ リブカ・スギアルト                       | ゴー・スンファント ライ・シェボンジェミー                     |
| スペイン・マスターズ                     | 詳細         | ロー・ケンユー                   | ラチャノック・インタノン     | サバル・カリャマン・グタマ ムハマド・レザ・パーレヴィ・イスファハニ | 岩永鈴 中西貴映                                                   | リノフ・リファルディ ピタ・ハニンテャス・メンタリ             |
| ニュージーランド・オープン               | 詳細         | 中止                             | 中止                         | 中止                                                                | 中止                                                              | 中止                                                          |
| USオープン                               | 詳細         | 田中湧士                         | 仁平菜月                     | ピーラッチャイ・スクパン パッカポン・ティーララサクル               | 岩永鈴 中西貴映                                                   | パッカポン・ティーララサクル ファタイマス・ムエンウォン       |
| 台北オープン                             | 詳細         | 林俊易                           | 沈有振                       | 李哲輝 楊博軒                                                       | フェブリアナ・ドゥウィプジ・クスマ アマリア・カハヤ・プラティウィ | パッカポン・ティーララサクル ファタイマス・ムエンウォン       |
| マカオ・オープン                         | 詳細         | 伍家朗                           | 高昉洁                       | 陳旭君 劉毅                                                         | 李汶妹 張殊賢                                                     | 郭新娃 陳芳卉                                                 |
| ハイロ・オープン                         | 詳細         | クリスト・ポポフ                 | ミア・ブリクフェルト         | ベン・レーン ショーン・ベンディ                                     | 宋碩芸 余芊慧                                                     | イェスパー・トフト アマリー・マゲルンド                       |
| 韓国マスターズ                           | 詳細         | クンラブット・ビチットサーン     | プトゥリ・クスマ・ワルダニ   | アーロン・チア ソー・ウーイック                                     | 金慧貞 孔熙容                                                     | 郭新娃 陳芳卉                                                 |
| サイード・モディ・インターナショナル     | 詳細         | ラクシャ・セン                   | シンドゥ・プサルラ           | 黄荻 劉陽                                                           | ツリーサ・ジョリー ガヤトリ・ゴピチャンド                         | デチャポル・プアヴァラヌクロー スピサラ・ピュオサンプラン     |
| スーパー100                              |              |                                  |                              |                                                                     |                                                                   |                                                               |
| 瑞昌マスターズ                           | 詳細         | 王正行                           | 杉山薫                       | 譚強 周昊東                                                         | ラクシカ・カンラハ ファタイマス・ムエンウォン                     | 周志宏 楊嘉怡                                                 |
| 高雄マスターズ                           | 詳細         | 李佳豪                           | 許玟琪                       | 張課琦 陳信遠                                                       | Jesita Putri Miantoro Febi Setianingrum                           | ルッタナパク・ウプトーン イェニチャ・サッジャイプラパラット   |
| 宝鶏マスターズ                           | 詳細         | 胡哲安                           | 韓千禧                       | 黄荻 劉陽                                                           | 陳笑菲 馮雪穎                                                     | 章涵宇 鮑驪婧                                                 |
| インドネシア・マスターズ (スーパー100) Ⅰ | 詳細         | ザキ・ウバイディラー             | 郡司莉子                     | チャロンポン・チャロンキタモーン ウォラポル・トンサンガ             | Jesita Putri Miantoro Febi Setianingrum                           | ジャファル・ヒダヤトゥラー フェリシャ・パサリブ               |
| ベトナム・オープン                       | 詳細         | 小川翔悟                         | グエン・トゥイリン           | 何志偉 黄睿璿                                                       | 大竹望月 高橋美優                                                 | アドナン・マウラナ インダー・ジャミル                         |
| インドネシア・マスターズ (スーパー100) Ⅱ | 詳細         | アルウィ・ファルハン             | 不明の旗                     | ラーマット・ヒダヤット イェレミア・ランビタン                       | 不明の旗 · 不明の旗                                               | アムリ・シャーナウィ ニタ・フィオリナ・マルワー               |
| Abu Dhabi Masters                        | Report       | Cancelled                        | Cancelled                    | Cancelled                                                           | Cancelled                                                         | Cancelled                                                     |
| マレーシア・スーパー100                  | 詳細         | 戚又仁                           | 杉山薫                       | ロウ・ハンイー ウン・エンチョン                                     | ゴ・ペイキー テオ・メイシン                                       | 葉宏蔚 ニコル・ゴンザレス・チャン                             |
| Guwahati Masters                         | Report       | サティシュ・クマル・カルナカラン | 蔡炎炎                       | チア・ウェイジー ルウィ・シェンハオ                                 | 不明の旗 · 不明の旗                                               | 章涵宇 鮑驪婧                                                 |
| Odisha Masters                           | Report       | 不明の旗                         | 蔡炎炎                       | 黄荻 劉陽                                                           | 原菜那子 清瀬璃子                                                 | 不明の旗 · 不明の旗                                           |

| ファイナルズ     |
| スーパー1000 (4) |
| スーパー750 (6)  |
| スーパー500 (9)  |
| スーパー300 (11) |
| スーパー100 (10) |